# كوبيل
بلدية كوبيل (بالإسبانية: Cubel) هي بلدية تقع في مقاطعة سرقسطة التابعة لمنطقة أراغون شمال شرق إسبانيا.

## الديموغرافيا
بلغ عدد سكان بلدية كوبيل 194 نسمة عام 2011 (وفقاً للمعهد الوطني الإسباني للإحصاء).
| 249 | 240 | 233 | 215 | 203 | 200 | 194 |